# Superintendencia de Telecomunicaciones (Guatemala)

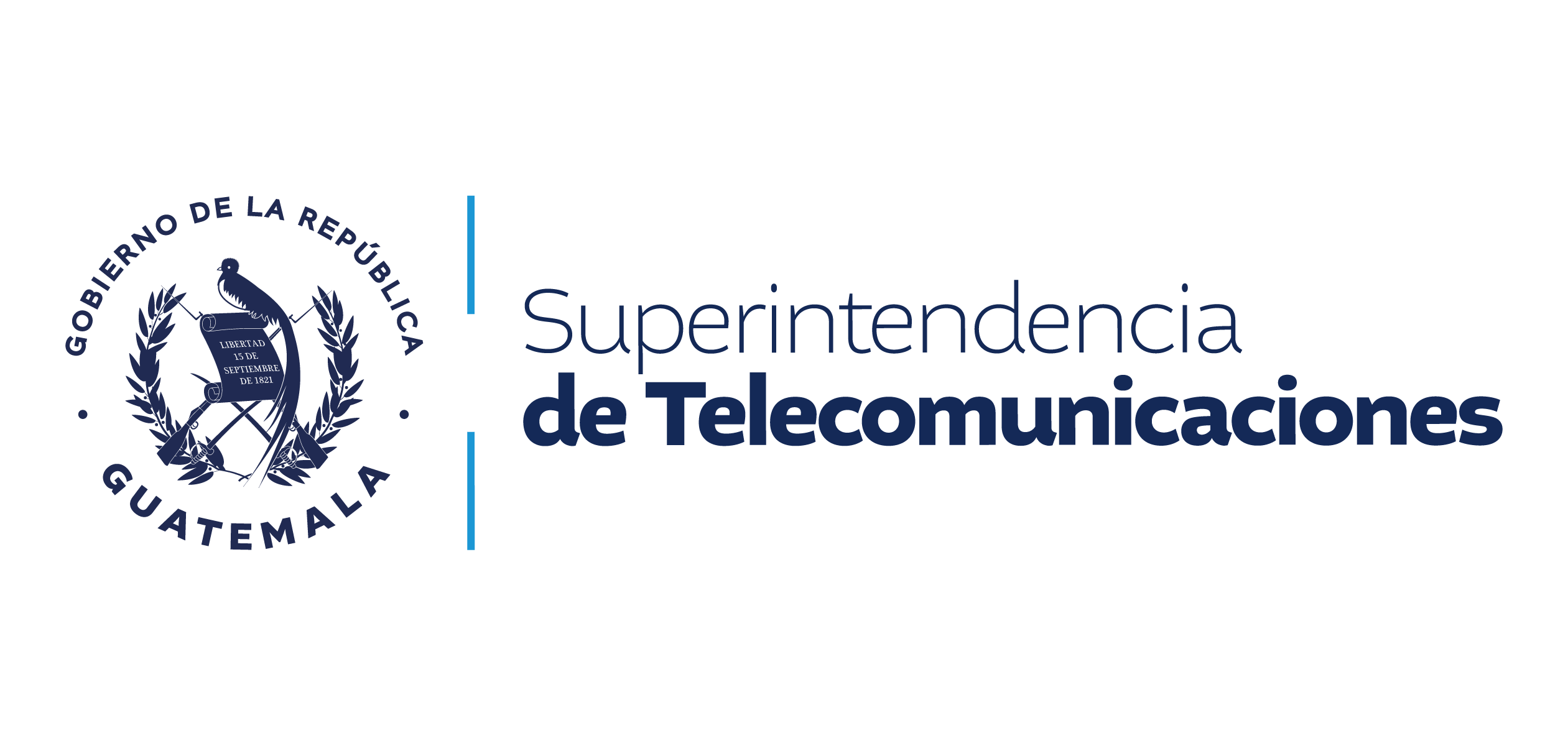
Logotipo (2024-2028)

La Superintendencia de Telecomunicaciones (SIT) es una dependencia estatal eminentemente técnica del Ministerio de Comunicaciones, Infraestructura y Vivienda con independencia funcional para el ejercicio de las atribuciones y funciones en que a materia de telecomunicaciones se refiere.
El fundamento legal se encuentra en los artículos del 5 al 18 del Decreto 94-96 del Congreso de la República de Guatemala, Ley General de Telecomunicaciones.

## Funciones
1. Crear, emitir, reformar y derogar sus disposiciones internas, las que deberán ser refrendadas por el Ministerio;
2. Administrar y supervisar la explotación del espectro radioeléctrico;
3. Administrar el Registro de Telecomunicaciones;
4. Dirimir las controversias entre los operadores surgidas por el acceso a recursos esenciales;
5. Elaborar y administrar el Plan Nacional de Numeración;
6. Aplicar cuando sea procedente, las sanciones contempladas en la presente ley;
7. Participar como el órgano técnico representativo del país, en coordinación con los órganos competentes, en las reuniones de los organismos internacionales de telecomunicaciones y en las negociaciones de tratados, acuerdos y convenios internacionales en materia de telecomunicaciones;
8. Velar por el cumplimiento de esta ley y demás disposiciones aplicables.